# Stirling and Strathallan
Stirling and Strathallan est une circonscription de la Chambre des communes du Parlement britannique. Créée à la suite de la Révision de 2023 des circonscriptions de Westminster, elle a été contestée pour la première fois lors des élections générales de 2024.
Le nom de la circonscription fait référence à la ville de Stirling et à la vallée de Strathallan.

## Composition de la circonscription
La circonscription comprend les quartiers suivants de la Zone de conseil de Stirling :
Depuis la circonscription de Stirling :
- ward de Bannockburn
- ward de Trossachs et Teith
- ward de Forth et Endrick
- ward de Dunblane et Bridge of Allan
- ward de Stirling North
- ward de Stirling West
- ward de Stirling East

Et dans la circonscription de Perth and Kinross :
- Une partie du ward de Strathallan et de la circonscription d'Ochil et South Perthshire.

## Résultats des élections

### Années 2020

#### Élection générale 2024
Les résultats des élections générales britanniques de 2024 pour Stirling et Strathallan sont disponibles sur le site du Conseil de Stirling.

##### Résultats
- Parti travailliste écossais : Chris Kane, 16,856 voix (33.9%, +26.2)
- Parti national écossais : Alyn Smith, 15,462 voix (31.1%, -18.7)
- Parti conservateur écossais : Neil Benny, 9,469 voix (19.0%, -16.0)
- Reform UK : Bill McDonald, 3,145 voix (6.3%, Nouveau)
- Parti libéral-démocrate écossais : Hamish Taylor, 2,530 voix (5.1%, -0.7)
- Parti vert écossais : Andrew Adam, 2,320 voix (4.7%, +3.1)
- Majorité : 1,394 voix (2.8%)
- Participation : 50,024 voix (65.6%, -9.80)
- Électeurs inscrits : 76,284
- Gagnant : Parti travailliste écossais
- Perdant : Parti national écossais
- Écart : -16.2